# Челяднин, Иван Андреевич
Иван Андреевич Челяднин (ум. после 1521, Литва) — конюший, боярин и воевода, московский полководец.
Старший сын боярина и воеводы Андрея Фёдоровича Челяднина, (ум. 1503). Был конюшим Василия III и псковским воеводой в 1510—1511 годах.

## Биография
В 1508 году, во время русско-литовской войны 1507—1508 был послом у короля Сигизмунда I. В 1509 году ездил в Новгород по псковским делам. После того как дьяк Василий Долматов вывез вечевой колокол из Пскова, принимал у его жителей присягу на верность Василию III, а затем объявил, что всех их ждет переселение в московские города и селения. В 1510 году был наместником царским в Пскове; руководил депортацией псковичей вглубь Руси. В 1511 году И. А. Челяднин был отозван из Пскова из-за чинимых им там с Г. Ф. Давыдовым бесчинств.
Боярин с 1511 года. В 1512 году пословал до хана казанского. По возвращении из Казани Иван Челяднин был отправлен с большим полком на реку Угру отражать нападение крымского царевича Ахмат-Гирея. Во время русско-литовской войны 1512—1522 Иван Андреевич Челяднин возглавлял неудачную осаду Смоленска.
Челяднин был одним из командующих русским войском в битве под Оршей. Битва окончилась поражением русской армии, а Челяднин как и ряд других знатных воевод попал в плен, где и умер. Вопреки существующим сегодня утверждениям о том, что Василий III объявил пленных умершими и отказался их выкупать, записи переговоров русской дипломатии это опровергают.
Был жив в марте 1521 года, когда после его просьбы, его мать и дети отослали к нему какую-то помощь с приезжавшим в Москву слугой Н. Н. Радзивилла. Тогда же помощь получили от родственников другие высокопоставленные пленные — М. И. Булгаков, И. Д. Пронский. В ноябре 1522 к нему в составе русского посольства выезжает человек его семьи. Неизвестно был ли он жив к этому времени.
Оставил после себя сына Ивана и дочь Марфу, которая вышла замуж за боярина князя Дмитрия Фёдоровича Бельского (1499—1551).